# 투 프루덴셜 플라자

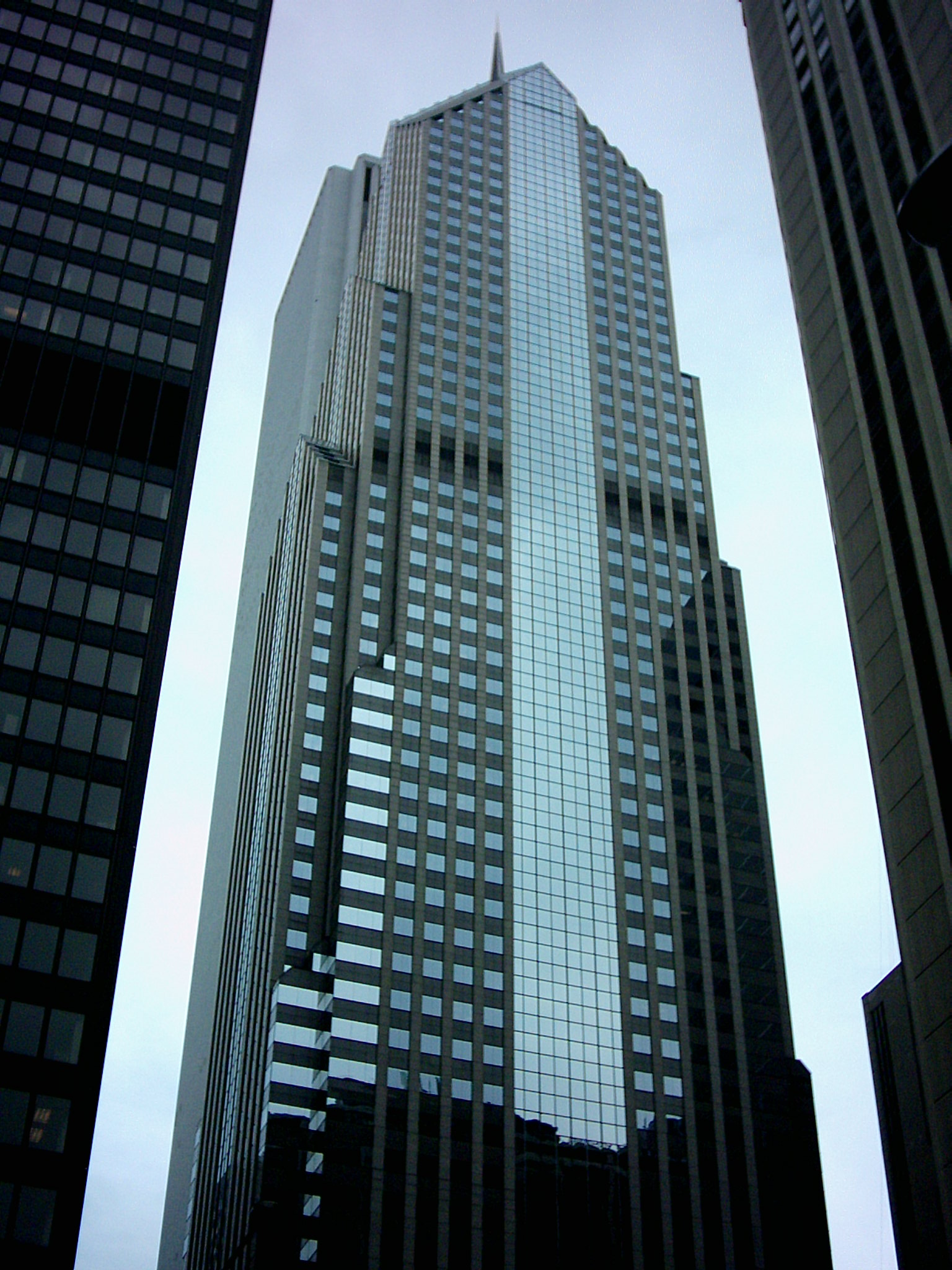
투 프루덴셜 플라자

투 프루덴셜 플라자(Two Prudential Plaza)는 미국 일리노이주 시카고의 마천루이다. 1990년에 완공했다. 64층으로 된 이 건물의 높이는 303m로, 시카고에서 6번째 및 미국에서 13번째로 높은 건물이다.설계는 로블, 슐로스먼 & 해클(Loebl, Schlossman & Hackl)이 했다. 1955년에 지어진 44층 건물 원 프루덴셜 플라자 옆에 건설되었다. 두 건물 모두 2006년에 로스앤젤레스의 부동산 회사 벤틀리포브스에 매각되었다.

## 같이 보기
- 마천루 목록
- 시카고의 마천루 목록
- 미국의 마천루 목록